# Летне-осенний треугольник

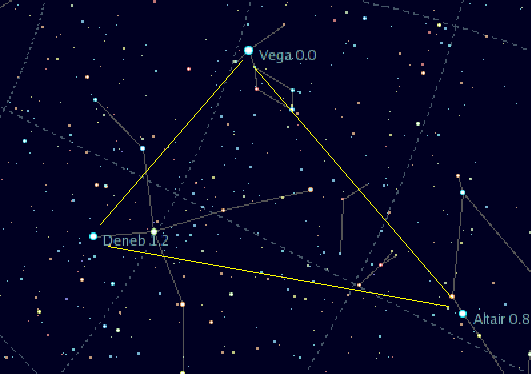
Летне-осенний треугольник

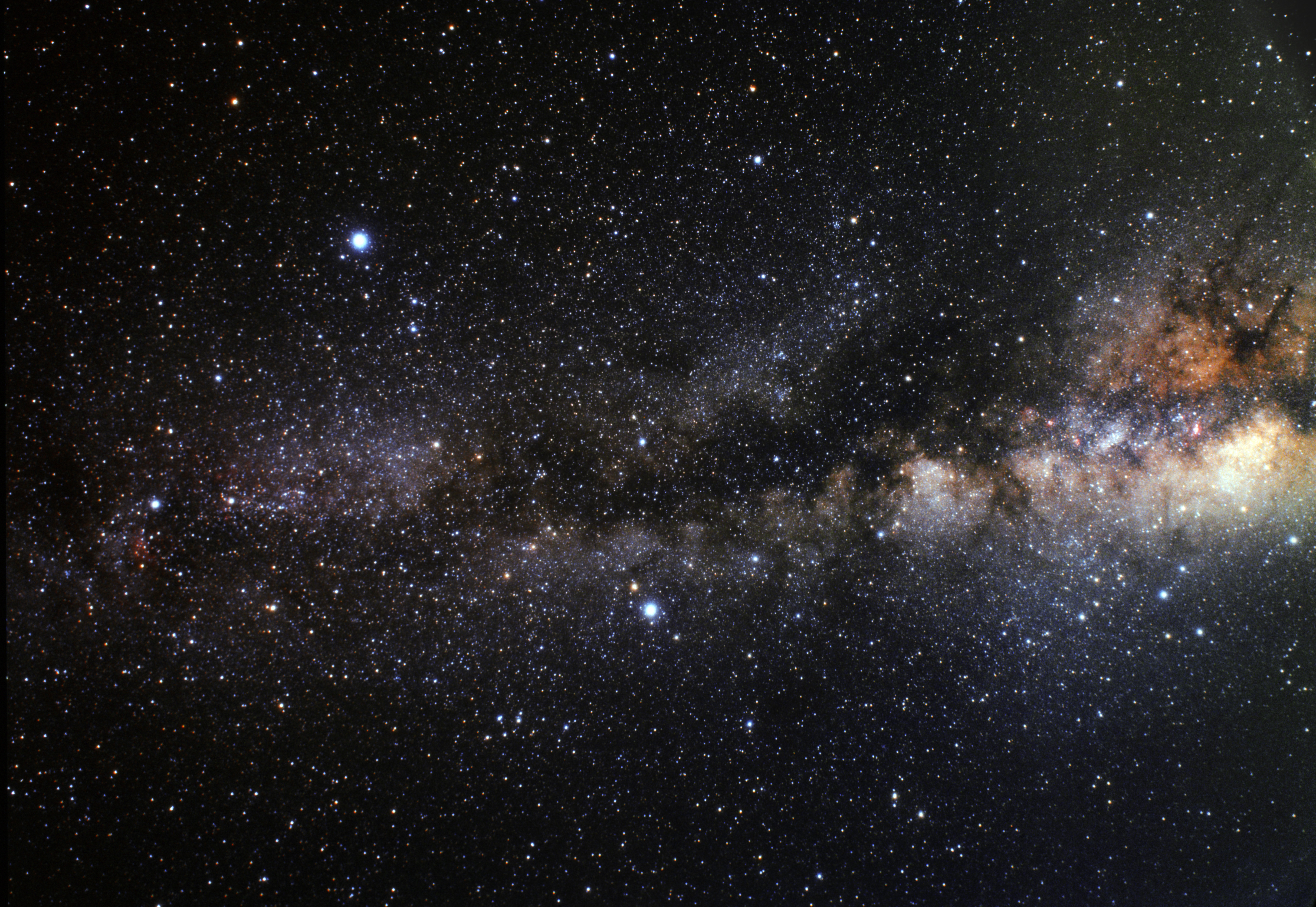
Фотография летне-осеннего треугольника с телескопа «Хаббл»

Летне-осенний треугольник — наиболее заметный астеризм Северного полушария небесной сферы, хорошо наблюдаемый летом в средних широтах Северного полушария.

## Описание
Представляет собой треугольник из трёх ярких звёзд: Вега (α Лиры), Денеб (α Лебедя) и Альтаир (α Орла), каждая из которых является ярчайшей звездой своего созвездия.
В низких широтах Южного полушария астеризм наблюдается зимой в северной части неба низко над горизонтом. В широтах, более высоких, чем 50° южной широты, виден только Альтаир.

## История

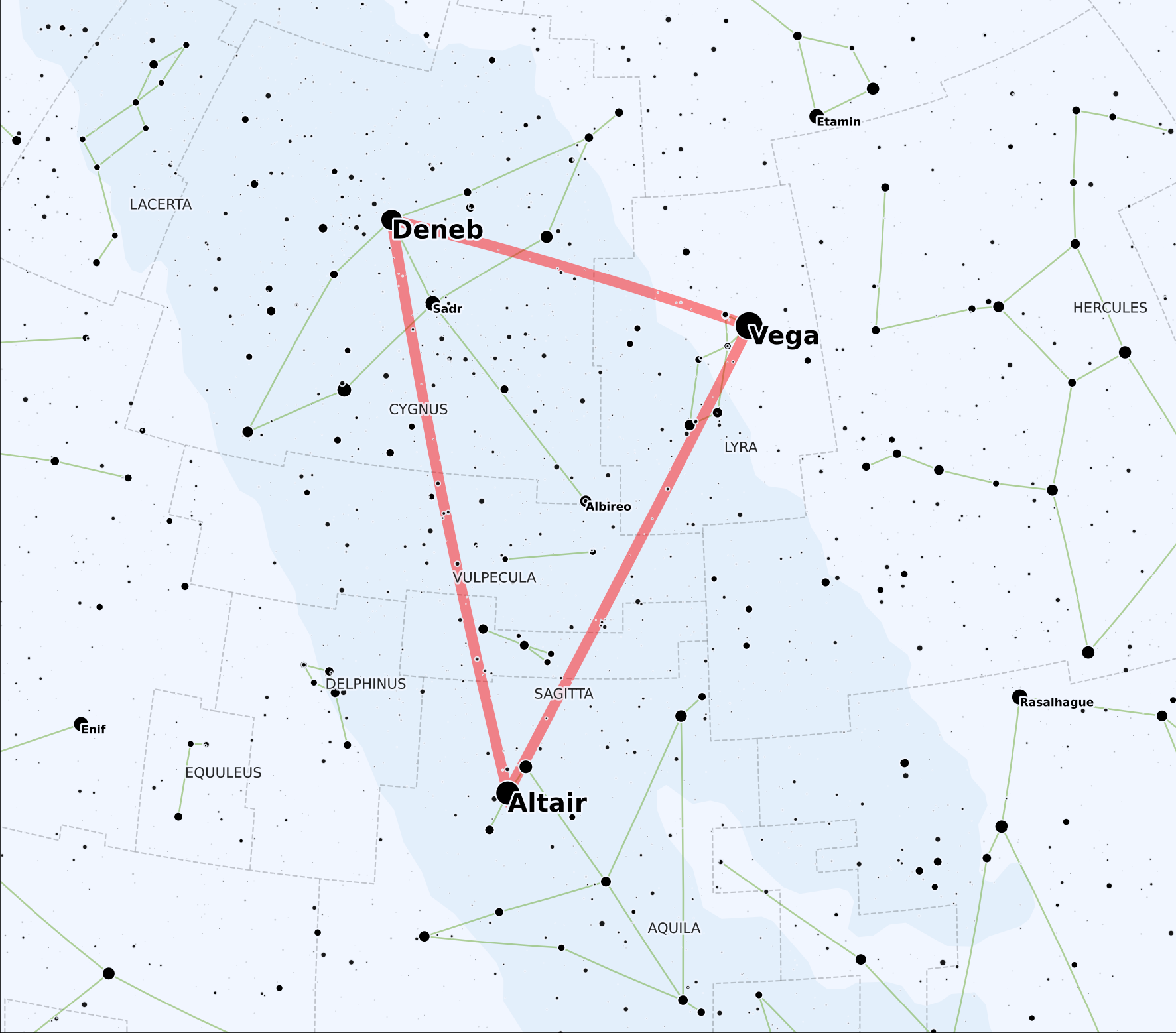
Карта Летнего треугольника

Термин был популяризирован американским писателем Г. А. Реем и британским астрономом Патриком Муром в 1950-х гг. Название встречается в путеводителях по созвездиям еще с 1913 г. Австрийский астроном Освальд Томас в конце 1920-х гг. назвал эти звезды Grosses Dreieck (Большой треугольник), а в 1934 г. — Sommerliches Dreieck (Летний треугольник). На астеризм обратил внимание Йозеф Иоганн фон Литров, который назвал его «заметным треугольником» в тексте своего атласа (1866), а Иоганн Элерт Боде соединил звезды на карте в книге 1816 года, правда, без обозначения. Это те же звезды, которые упоминаются в китайской легенде о пастухе и ткачихе, истории, насчитывающей около 2600 лет и отмечаемой в праздник Циси. Звезды также имеют церемониальное значение в связанных с ними праздниках Танабата, Чильсок и Thất Tịch, происходящих от Циси. В середине и конце XX века, до того как инерциальные навигационные системы и другое электронное и механическое оборудование заняли свое место в военных самолетах, штурманы ВВС США называли этот астеризм «Треугольником штурмана».